# Commonwealth Games 2018/Schießen
Bei den Commonwealth Games 2018 in Gold Coast, Australien, wurden im Schießen 19 Wettbewerbe ausgetragen. Austragungsort war das Belmont Shooting Centre in Brisbane.
Erfolgreichste Nation war Indien mit sieben Gold-, vier Silber- und fünf Bronzemedaillen, vor Gastgeber Australien und England. Außer bei dem Wettbewerb Wurfscheibe Doppeltrap bei den Frauen wurde in sämtlichen Wettbewerben ein neuer Commonwealth-Games-Rekord aufgestellt.

## Männer
Anmerkung: GR = Commonwealth-Games-Rekord

### Luftpistole 10 Meter
| Platz | Land | Sportler             | Punkte     |
| ----- | ---- | -------------------- | ---------- |
| 1     | IND  | Jitu Rai             | 235,1 (GR) |
| 2     | AUS  | Kerry Bell           | 233,5      |
| 3     | IND  | Om Prakash Mitharwal | 214,3      |

Datum:
9. April 2018

### Freie Pistole 50 Meter
| Platz | Land | Sportler             | Punkte     |
| ----- | ---- | -------------------- | ---------- |
| 1     | AUS  | Daniel Repacholi     | 227,2 (GR) |
| 2     | BAN  | Shakil Ahmed         | 220,5      |
| 3     | IND  | Om Prakash Mitharwal | 201,1      |

Datum:
11. April 2018

### Schnellfeuerpistole 25 Meter
| Platz | Land | Sportler         | Punkte  |
| ----- | ---- | ---------------- | ------- |
| 1     | IND  | Anish Bhanwala   | 30 (GR) |
| 2     | AUS  | Sergei Evglevski | 28      |
| 3     | ENG  | Sam Gowin        | 17      |

Datum:
12. und 13. April 2018

### Luftgewehr 10 Meter
| Platz | Land | Sportler          | Punkte   |
| ----- | ---- | ----------------- | -------- |
| 1     | AUS  | Dane Sampson      | 245 (GR) |
| 2     | BAN  | Abdullah Hel Baki | 244,7    |
| 3     | IND  | Ravi Kumar        | 224,1    |

Datum:
8. April 2018

### Kleinkalibergewehr liegend 50 Meter
| Platz | Land | Sportler     | Punkte     |
| ----- | ---- | ------------ | ---------- |
| 1     | WAL  | David Phelps | 248,8 (GR) |
| 2     | SCO  | Neil Stirton | 247,7      |
| 3     | ENG  | Kenneth Parr | 226,6      |

Datum:
10. April 2018

### Kleinkalibergewehr Dreistellungskampf 50 Meter
| Platz | Land | Sportler       | Punkte     |
| ----- | ---- | -------------- | ---------- |
| 1     | IND  | Sanjeev Rajput | 454,5 (GR) |
| 2     | CAN  | Grzegorz Sych  | 448,4      |
| 3     | ENG  | Dean Bale      | 441,2      |

Datum:
14. April 2018

### Wurfscheibe Trap
| Platz | Land | Sportler      | Punkte  |
| ----- | ---- | ------------- | ------- |
| 1     | WAL  | Michael Wixey | 46 (GR) |
| 2     | ENG  | Aaron Heading | 43      |
| 3     | MLT  | Brian Galea   | 36      |

Datum:
14. April 2018

### Wurfscheibe Doppeltrap
| Platz | Land | Sportler     | Punkte  |
| ----- | ---- | ------------ | ------- |
| 1     | ENG  | David McMath | 74 (GR) |
| 2     | ENG  | Tim Kneale   | 70      |
| 3     | IND  | Ankur Mittal | 53      |

Datum:
11. April 2018

### Wurfscheibe Skeet
| Platz | Land | Sportler           | Punkte  |
| ----- | ---- | ------------------ | ------- |
| 1     | CYP  | Georgios Achilleos | 57 (GR) |
| 2     | WAL  | Ben Llewellin      | 56      |
| 3     | NIR  | Gareth McAuley     | 45      |

Datum:
9. April 2018

## Frauen

### Luftpistole 10 Meter
| Platz | Land | Sportlerin         | Punkte     |
| ----- | ---- | ------------------ | ---------- |
| 1     | IND  | Manu Bhaker        | 240,9 (GR) |
| 2     | IND  | Heena Sidhu        | 234,0      |
| 3     | AUS  | Elena Galiabovitch | 214,9      |

Datum:
8. April 2018

### Sportpistole 25 Meter
| Platz | Land | Sportlerin          | Punkte  |
| ----- | ---- | ------------------- | ------- |
| 1     | IND  | Heena Sidhu         | 38 (GR) |
| 2     | AUS  | Elena Galiabovitch  | 35      |
| 3     | MAS  | Alia Sazana Azahari | 26      |

Datum:
10. April 2018

### Luftgewehr 10 Meter
| Platz | Land | Sportlerin      | Punkte            |
| ----- | ---- | --------------- | ----------------- |
| 1     | SGP  | Apurvi Chandela | 247,2 (GR) / 10,3 |
| 2     | IND  | Ayonika Paul    | 247,2 (GR) / 9,9  |
| 3     | IND  | Apurvi Chandela | 225,3             |

Datum:
9. April 2018

### Kleinkalibergewehr liegend 50 Meter
| Platz | Land | Sportlerin             | Punkte     |
| ----- | ---- | ---------------------- | ---------- |
| 1     | SGP  | Martina Lindsay Veloso | 621,0 (GR) |
| 2     | IND  | Tejaswini Sawant       | 618,9      |
| 3     | SCO  | Seonaid McIntosh       | 618,1      |

Datum:
12. April 2018

### Kleinkalibergewehr Dreistellungskampf 50 Meter
| Platz | Land | Sportlerin       | Punkte     |
| ----- | ---- | ---------------- | ---------- |
| 1     | IND  | Tejaswini Sawant | 457,9 (GR) |
| 2     | IND  | Anjum Moudgil    | 455,7      |
| 3     | SCO  | Seonaid McIntosh | 444,6      |

Datum:
13. April 2018

### Wurfscheibe Trap
| Platz | Land | Sportlerin       | Punkte  |
| ----- | ---- | ---------------- | ------- |
| 1     | AUS  | Laetisha Scanlan | 38 (GR) |
| 2     | NIR  | Kirsty Barr      | 37      |
| 3     | WAL  | Sarah Wixey      | 28      |

Datum:
13. April 2018

### Wurfscheibe Doppeltrap
| Platz | Land | Sportlerin      | Punkte |
| ----- | ---- | --------------- | ------ |
| 1     | IND  | Shreyashi Singh | 96+2   |
| 2     | AUS  | Emma Cox        | 96+1   |
| 3     | SCO  | Rachel Parish   | 87     |

Datum:
11. April 2018

### Wurfscheibe Skeet
| Platz | Land | Sportlerin        | Punkte  |
| ----- | ---- | ----------------- | ------- |
| 1     | CYP  | Andri Eleftheriou | 52 (GR) |
| 2     | ENG  | Amber Hill        | 49      |
| 3     | CYP  | Panagiota Andreou | 40      |

Datum:
8. April 2018

## Queen’s prize

### Einzel
| Platz | Land | Sportler      | Punkte       |
| ----- | ---- | ------------- | ------------ |
| 1     | ENG  | David Luckman | 404-49v (GR) |
| 2     | AUS  | Jim Bailey    | 403-50v      |
| 3     | ENG  | Parag Patel   | 403-45v      |

Datum:
14. April 2018

### Paare
| Platz | Land | Sportler                   | Punkte       |
| ----- | ---- | -------------------------- | ------------ |
| 1     | ENG  | David Luckman Parag Patel  | 584-61v (GR) |
| 2     | WAL  | Chris Watson Gareth Morris | 582-58v      |
| 3     | SCO  | Alexander Walker Ian Shaw  | 582-49v      |

Datum:
10. April 2018

## Medaillenspiegel
| Platz | Land        | Gold | Silber | Bronze | Gesamt |
| ----- | ----------- | ---- | ------ | ------ | ------ |
| 1     | Indien      | 7    | 4      | 5      | 16     |
| 2     | Australien  | 3    | 5      | 1      | 9      |
| 3     | England     | 2    | 2      | 4      | 8      |
| 4     | Wales       | 2    | 2      | 1      | 5      |
| 5     | Zypern      | 2    | —      | 1      | 3      |
| 6     | Singapur    | 2    | —      | —      | 2      |
| 7     | Schottland  | 1    | 1      | 4      | 6      |
| 8     | Bangladesch | —    | 2      | —      | 2      |
| 9     | Nordirland  | —    | 1      | 1      | 2      |
| 10    | Isle of Man | —    | 1      | —      | 1      |
| 10    | Kanada      | —    | 1      | —      | 1      |
| 12    | Malaysia    | —    | —      | 1      | 1      |
| 12    | Malta       | —    | —      | 1      | 1      |